# Буч Мали
43° 52′ 45″ N 15° 14′ 29″ E / 43.87917° С; 15.24139° И
Буч Мали је ненасељено острвце у хрватском дијелу Јадранског мора. Налази се у Корнатском архипелагу око 0,6 km сјеверозападно од острвцета Буч Вели. Дио је Парка природе Телашћица. Његова површина износи 0,029 km², док дужина обалске линије износи 0,7 km. Највиши врх је висок 28 m. Грађен је од кречњака кредне старости. Административно припада општини Муртер-Корнати у општини Сали у Задарској жупанији.